# Leif Östling
Leif Albert Östling, född 25 september 1945 i Luleå i Norrbottens län, är en svensk företagsledare och affärsman. Han har varit verkställande direktör för den av tyska Volkswagen ägarmässigt dominerade lastbilskoncernen Scania med säte i Södertälje. Åren 2016–2017 var han ordförande för Svenskt Näringsliv. Sedan årsskiftet 2017/18 är han rådgivare hos den amerikanska investmentbanken Morgan Stanley samt sitter i styrelsen för Modular Management AB. Han har även olika engagemang i Kungliga Tekniska Högskolan.
Östling har gjort sig känd som en kontroversiell näringspolitisk debattör. Med åren har han distanserat sig politiskt från den tid under ungdomsåren då han tillhörde det socialdemokratiska ungdomsförbundet SSU.

## Utbildning och arbetsliv

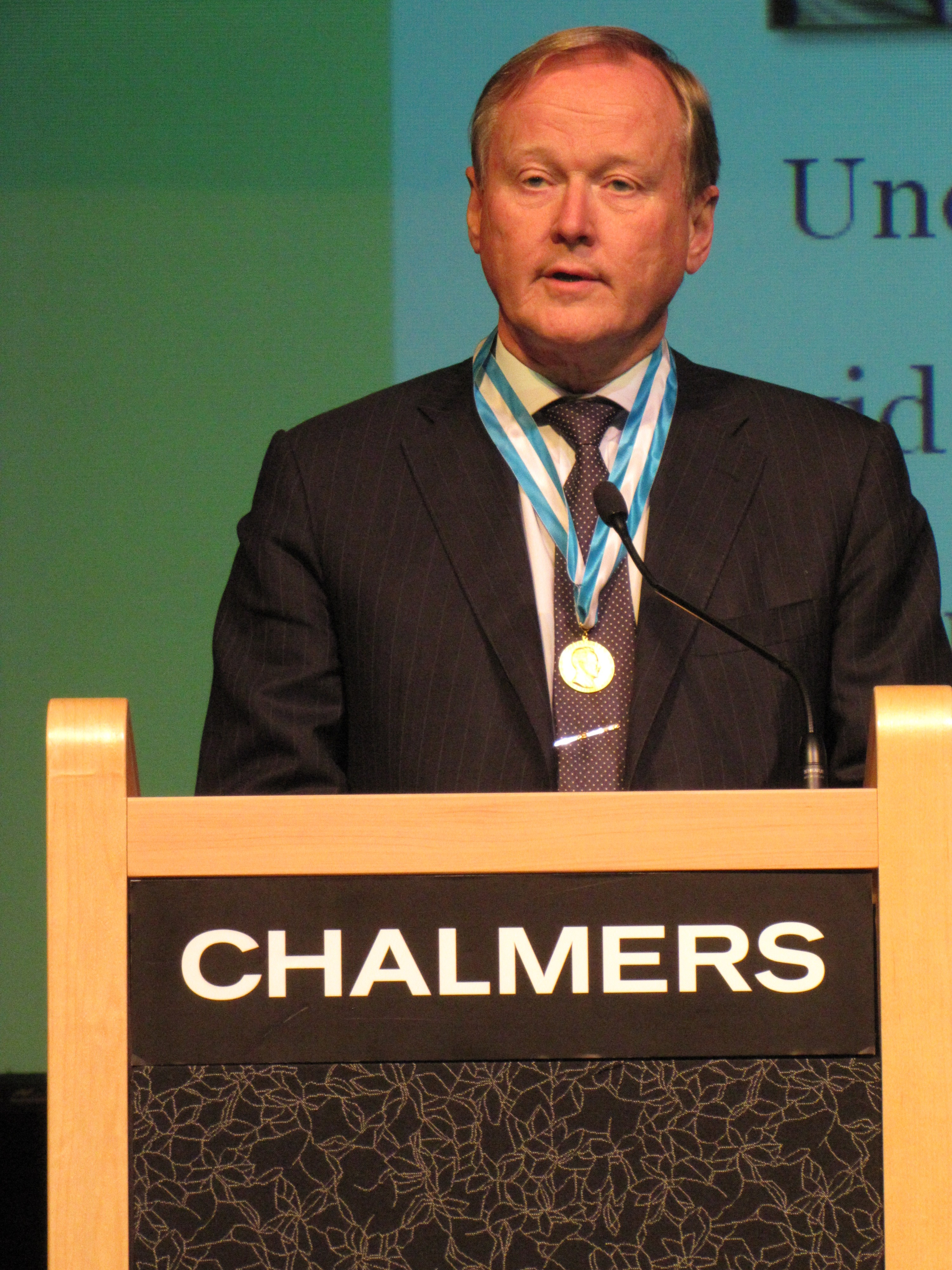
Leif Östling tilldelas Gustaf Dalénmedaljen den 28 april 2012.

Under universitetstiden studerade Östling dubbelt. Han blev civilingenjör vid Chalmers 1971 och civilekonom vid Göteborgs universitet 1972.
Därefter kom han 1972 till Scania-divisionen inom Saab-Scania, där han avancerade via en rad olika befattningar. Han var bland annat ansvarig för långsiktig planering, innan han 1983 blev chef för Scania i Nederländerna. Han utsågs 1989 till chef för Scania-divisionen. När Scania bröts ut ur Saab Scania-koncernen och blev ett självständigt bolag 1994 utsågs Östling till dess verkställande direktör (VD). Östling lämnade sin post som VD vid Volkswagen kommersiella fordon (vilket inbegriper Scania) 2012 i anslutning till kontroversiella uttalanden om att fackförbunden saknar vetorätt vid en eventuell flytt av arbetstillfällen. Östling gick den 1 september 2012 vidare till en position i koncernledningen för Volkswagen.
När Scanias före detta huvudägare Investor år 2000 accepterade att Scania skulle slås samman med värsta konkurrenten Volvo Lastvagnar motsatte sig Östling fusionen, precis som han hösten 2006 gick emot tyska MANs planer på att köpa upp Scania. I och med att EU-kommissionen, med hänvisning till EU:s konkurrensregler (Volvo/Scania skulle praktiskt taget få monopol på lastbilsmarknaden i Norden), stoppade fusionen mellan Volvo och Scania gick Östling segrande ur striden och kunde med stöd från Scanias nya huvudägare Volkswagen bli kvar som koncernchef i Scania. Också MAN-budet om övertagande avvisades av ägarna och Östling kunde fortsätta som VD också efter bolagsstämman i maj 2007. Volkswagen dominerar numera ägarmässigt även MAN och verkar för ett samarbete mellan de båda lastbilstillverkarna.
Våren 2016 utsågs Östling till ordförande för Svenskt Näringsliv. Han lämnade posten i förtid i november 2017 efter uttalanden om svensk skattepolitik som uppfattades som kontroversiella. Efter detta har han varit verksam som rådgivare hos den amerikanska investmentbanken Morgan Stanley och styrelsemedlem i Modular Management AB. Han har även olika engagemang i Kungliga Tekniska Högskolan.

## Opinionsbildning
Hösten 2021 grundade Östling Kommissionen för skattenytta med uppdraget att granska effektivitet och kvalitet i landets offentligfinansierade verksamheter. Målet var att få politiker att diskutera välfärden utifrån kostnadseffektivitet. Kommissionen har publicerat flera delrapporter. Östling har stått för merparten av kommissionens kostnader.

## Kontroverser
År 2017 kom han att medverka i SVT-programmet Uppdrag granskning om Panamadokumenten, vilket visade att Östling hade placerat pengar utomlands för att undvika svensk skatt, något som inte var olagligt. När han ombads kommentera det svarande han "Här betalar man in 20-30 miljoner om året, vad fan får jag för pengarna?" och syftade på hans uttalande att svenska medborgare får för lite valuta för skattepengarna. Uttalandet kritiserades bland annat av flera styrelseledamöter i Svenskt Näringsliv som menade att det skadade organisationens anseende. Östling kommenterade senare den efterföljande diskussionen med "[v]i har fått en väldigt snäv åsiktskorridor i Sverige om alla politiska partier anser att det politiska systemet har obegränsad beskattningsrätt utan rätt för medborgarna att ifrågasätta hur pengarna används."
Under valrörelsen 2018 gjorde Östling ett uppmärksammat uttalande om att Sverige fastnat i en socialistisk tankemodell och att planekonomi och byråkrati styr landet.
Östling har uttryckt att han tror att hotet från den globala uppvärmningen är överdrivet samt eventuellt orsakat av naturliga processer, vilket går emot den konsensus som finns inom forskarvärlden kring att de pågående klimatförändringarna är orsakade av mänsklig aktivitet. Han har även sagt att han tror det är "genetiskt betingat" att så få kvinnor söker sig till teknikyrken, samt påstått att den ekonomiska ojämlikheten i samhället beror på att vi har "olika genetiska förutsättningar" som "naturen utrustat oss med".
I oktober 2019 tvingades Östling att avgå från sitt uppdrag som ordförande för Södertälje science park efter att ha intervjuats i Swebbtv och uttalat att en nationalitet enligt honom hade svårt att utföra sitt jobb på Scania. I samma intervju  varnade han också för att det fanns en risk att vi "får ta in vår militär och det blir krig inne i landet", och syftade då på så kallade utsatta områden i Sverige.
I en intervju i mars 2006 lyftes Leif Östling istället fram som en anhängare av omfattande invandring till Sverige. Han framhöll då att det i Sverige fanns plats för "så där 20 miljoner människor". Östling anklagade dessutom de nordiska regeringarna för att vara "ytterst främlingsfientliga” och kallade Migrationsverket för "Sveriges mest rasistiska myndighet".

## Priser och utmärkelser
- 2003 blev han hedersdoktor vid KTH och vid Luleå tekniska universitet
- 2004 invaldes han som ledamot av Ingenjörsvetenskapsakademien
- 2009 utsåg Veckans affärer honom till 2008 års sociala kapitalist[18]
- 2012 tilldelades han Gustaf Dalénmedaljen av Chalmersska Ingenjörsföreningen